# Федеріко (юдик Арбореї)
Федеріко I (італ. Federico di Arborea;  1377 —1387) — юдик (володар) Арборейського юдикату у 1383—1387 роках. Став першим правителем з династії Доріа-Бас.

## Життєпис
Походив з роду Доріа. Старший син Бранкалеоне Доріа, генуезького патрциія, та Елеонори (доньки Маріано IV, юдика Арбореї). Народився 1377 року в Кастельдженовезе. 1382 року відповідно до угоди його матері, вібулися його попередні заручини з донько генуезького дожа Нікколо Гуарко.
1383 році після загибелі його вуйка Угоне III за енергічної діяльності матері оголошений юдиком Арбореї. Невдовзі Елеонора також стала юдикинею. Через малий вік Федеріко I не брав участь у керуванні. 1385 року визнаний правителем збоку Педро IV, короля Арагону. 1386 року це закріплено відповідною угодою між Арборейським юдикатом і Арагонським королівством. Втім 1387 року Федеріко помер. Йому спадкував брат Маріано V.